# الصغيرة بائعة الشمس
الصغيرة بائعة الشمس هو فيلم دراما سنغالي قصير صدر سنة 1999 وأخرجه جبريل ديوب مامبيتي، حيث عُرض الفيلم لأول مرة بعد وفاته في عام 1998.
يتناول الفيلم الحياة والوعد الموجود بين السنغاليين العاديين. ويُصور فتاة متسولة صغيرة تدعى «سيلي» تشق طريقها بثقة على عكازين عبر مدينة مليئة بالعقبات، لتصبح أول فتاة تبيع صحيفة يومية في العالم التنافسي بين بائعي الصحف الشباب. خصص مامبيتي هذا الفيلم الأخير لـ «شجاعة أطفال الشوارع». مُثلت المشاهد بخبرة على الرغم من أن المُمثلين غير مُحترفين، كما شارك بعض أطفال الشوارع في التمثيل.
عُرض الفيلم ضمن المُنتدى الدولي لقسم السينما الجديدة في الدورة التاسعة والأربعين من مهرجان برلين السينمائي الدولي التاسع سنة 1999. كان مُنتظرا أن يكون فيلم الصغيرة بائعة الشمس الفيلم الثاني ضمن ثلاثية تحت عنوان حكايات الناس العاديين. إلا أن الوفاة المُفاجئة للمُخرج مامبيتي في عام 1998 حالت دون الانتهاء من الفيلم الثالث.

## القصة
في داكار، يعتبر بيع الصحف في الشارع مهنة يشغلها الأولاد دائمًا. لكن ذات صباح، سيلي، الطفلة الشابة المُتسولة، قررت تحدي هاته القاعدة. عمرها غير مؤكد، قد يكون ما بين 10 و 13 سنة، وهي تستعين بعُكازين للمشي في الشارع. كانت تطلب المساعدة في نفس المكان الذي يبيع فيه الأولاد أوراقهم، لكنهم يهاجمونها اليوم وتسقط وتتدحرج مرارًا وتكرارًا. طفح الكيل؛ هي أيضا ستبيع الصحف ابتداء من الغد.

## طاقم التمثيل
ليسا باليرا بدور «سيلي».
دينابا لام بدور «الجدة».
تايرو مباي بدور «بابو سيك».
مارتن نغوم في دور «زعيم العصابة».
أومو سامب بدور «المرأة المجنونة».

## إصدار الفيلم
عُرض فيلم الصغيرة بائعة الشمس لأول مرة في 1 فبراير 1999 في مهرجان روتردام السينمائي الدولي وعُرض في مهرجانات أفلام أخرى في التواريخ الواردة أدناه.
| البلد            | تاريخ العرض    | المهرجان                                  |
| ---------------- | -------------- | ----------------------------------------- |
| هولندا           | 1 فبراير 1999  | مهرجان روتردام السينمائي الدولي           |
| ألمانيا          | 20 فبراير 1999 | مهرجان برلين السينمائي الدولي             |
| نيوزيلندا        | 27 يوليو 1999  | مهرجان ويلينغتون السينمائي                |
| كندا             | 12 سبتمبر 1999 | مهرجان تورونتو السينمائي الدولي           |
| الولايات المتحدة | أكتوبر 1999    | مهرجان شيكاغو السينمائي الدولي            |
| هونغ كونغ        | 21 أبريل 2000  | مهرجان هونج كونغ السينمائي الدولي         |
| النرويج          | 1 مايو 2002    | مهرجان كريستيانساند الدولي لسينما الأطفال |

## الاستقبال النقدي
حاز الفيلم مُراجعات إيجابية في الغالب. وصف أحد المُراجعين في صحيفة نيويورك تايمز الفيلم بأنه «تُحفة إنسانية لم تحصُل على قيمتها الحقيقية».

## روابط خارجية
الصغيرة بائعة الشمس على موقع IMDb (الإنجليزية)
- الصغيرة بائعة الشمس على موقع روتن توميتوز (الإنجليزية)
- الصغيرة بائعة الشمس على موقع ألو سيني (الفرنسية)
- الصغيرة بائعة الشمس على موقع Turner Classic Movies (الإنجليزية)
- الصغيرة بائعة الشمس على موقع أول موفي (الإنجليزية)
- الصغيرة بائعة الشمس على موقع فيلمافينيتي (الإسبانية)
- الصغيرة بائعة الشمس على موقع قاعدة بيانات الأفلام السويدية (السويدية)
- الصغيرة بائعة الشمس على موقع قاعدة بيانات الفيلم (الإنجليزية)
- الصغيرة بائعة الشمس على موقع ليتربوكسد (الإنجليزية)
- الصغيرة بائعة الشمس على موقع كينوبويسك (الروسية)